# Lista volumelor publicate în Colecția Cutezătorii
A nu se confunda cu revista Cutezătorii
A nu se confunda cu Lista volumelor publicate în Colecția SF, a cărei primă serie s-a numit Cutezătorii (simbolul: „Racheta + steaua”) și a apărut în perioada 1961-1965.

Sigle ale colecției. Stânga: 1955-1958, pe copertă. Dreapta: 1958-1964, pe prima pagină

Sigla Cutezătorii din 1964-1990

Aceasta este o listă a volumelor publicate în Colecția Cutezătorii de către Editura Tineretului și Editura Albatros. În perioada 1955-1969 volumele din Colecția Cutezătorii au apărut la Editura Tineretului, iar din 1970 până în 1990 la Editura Albatros. Au fost publicate romane și culegeri de ficțiune scurtă în genul aventuri, istoric, științifico-fantastic și altele.

## Sigle ale colecției
În perioada 1955-1958 a fost folosită o siglă cu textul COLECȚIA CUTEZĂTORII într-un cerc transparent care la rândul său se afla într-o formă rotundă cu 6 arce de cerc. Din 1958 nu s-a tipărit niciun simbol pe prima copertă, fiind folosită pe pagina de gardă simbolul cu textul CUTEZĂTORII inscripționat într-un romb împărțit în două de text, romb care la rândul său este încadrat de un pătrat. Simbolul în perioada 1965-1990 a fost un cerc colorat și textul CUTEZĂTORII inscripționat pe jumătate din circumferința cercului. 

## Lista volumelor publicate

### 1955-1964
| Autor(i)                 | Titlu                                | Titlu original                                            | Traducător(i)                             | Data apariției | Note / Ref.                           |
| ------------------------ | ------------------------------------ | --------------------------------------------------------- | ----------------------------------------- | -------------- | ------------------------------------- |
| Felix Aderca             | În valea Marelui Fluviu              | —                                                         | —                                         | 1955           | [ 4 ]                                 |
| V. A. Obrucev            | Țara lui Sannikov                    | Земля Санникова, или Последние онкилоны, Zemlya Sannikova | Malvina Reich, Teodor Cosma               | 1955           | Republicată în 1960 cu o altă copertă |
| Leonid Petrescu          | Cearta furtunilor                    | —                                                         | —                                         | 1956           | [ 6 ]                                 |
| Serghei Markov           | Corbul Iukonului                     | Юконский ворон                                            | Raisa Coman                               | 1956           | [ 7 ]                                 |
| Veniamin Kaverin         | Doi căpitani                         | Два капитана                                              | Marcel Gafton, Lidia Zamfirescu           | 1956           | [ 8 ]                                 |
| Jules Verne              | Ocolul Pămîntului în optzeci de zile | Le tour du monde en quatre-vingts jours                   | Radu Tudoran                              | 1956           | [ 9 ]                                 |
| M. Ștefan, Radu Nor      | Drum printre aștri                   | —                                                         | —                                         | 1956           |                                       |
| Jules Verne              | Insula misterioasă                   | L'Île mystérieuse                                         | Madeleine Samitca, Ioana Eșeanu           | 1956           |                                       |
| Daniel Defoe             | Robinson Crusoe                      | Robinson Crusoe                                           | Petru Comarnescu                          | 1956           |                                       |
| Anatoli Ribakov          | Stiletul                             | Кортик                                                    | A. Sîrbu, P. Bucsa                        | 1956           |                                       |
| Ioan Popper              | Taina albă                           | —                                                         | —                                         | 1956           |                                       |
| E. L. Voynich            | Tăunul                               | The Gadfly                                                | Otilia Cazimir Nicolae Guma               | 1956           |                                       |
| V. A. Obrucev            | Plutonia                             | Плутония                                                  | Marina Reich, Teodor Cosma                | 1956           | [ 10 ]                                |
| Dumitru Almaș            | Alei, codrule fîrtate                | —                                                         | —                                         | 1956           |                                       |
| Ivan Efremov             | Lacul duhurilor de munte             | Озеро Горных Духов                                        | Vladimir Cogan                            | 1959           | Colecție de povestiri                 |
| Walter Scott             | Ivanhoe                              | Ivanhoe                                                   | Petre Solomon                             | 1956           |                                       |
| Radu Tudoran             | Ultima Poveste                       | —                                                         | —                                         | 1956           |                                       |
| Boris Polevoi            | Aurul                                | Золото                                                    | Alexandru Boldur Andrei Ivanovschi        | 1956           |                                       |
| I. D. Mușat              | Războiul iobagilor                   | —                                                         | —                                         | 1956           | Vol. I - III                          |
| Jules Verne              | Arhipelagul în flăcări               | L'Archipel en feu                                         | Radu Tudoran                              | 1957           |                                       |
| A. Conan Doyle           | Câinele din Baskerville              | The Hound of the Baskervilles                             | Mircea Alexandrescu, Costache Popa        | 1957           |                                       |
| Alex Wedding             | Chemarea ghețarilor                  | Das Eismeer ruft                                          | Ștefan Popescu                            | 1957           |                                       |
| Mihail Pop               | La vest de Majorca                   | —                                                         | —                                         | 1957           |                                       |
| Mihai Tican Rumano       | Lacul cu elefanți                    | —                                                         | —                                         | 1957           |                                       |
| Ion Hobana               | Ultimul Văl                          | —                                                         | —                                         | 1957           |                                       |
| Jules Verne              | Mathias Sandorf                      | Mathias Sandorf                                           | Ovidiu Drimba                             | 1957           |                                       |
| Werner Quednau           | Prizonierii din Murano               | Die Gefangenen von Murano                                 | A. Gartner                                | 1957           |                                       |
| Walter Scott             | Quentin Durward                      | Quentin Durward                                           | Al. Ștefănescu-Medeleni                   | 1957           |                                       |
| Walter Scott             | Rob Roy                              | Rob Roy                                                   | Petru Comarnescu                          | 1957           | Republicată in 1959                   |
| Gherman Matveev          | Scorpionul                           | Тарантул                                                  | Emil Serghie, N. Bocunescu                | 1957           |                                       |
| I. D. Mușat              | Misiunea H.S.                        | —                                                         | —                                         | 1957           |                                       |
| Lev Șeinin               | Secretul militar                     | Военная тайна                                             |                                           | 1957           |                                       |
| Radu Tudoran             | Toate pânzele sus                    | —                                                         | —                                         | 1957           |                                       |
| Tudor Popescu            | Ultima aventură                      | —                                                         | —                                         | 1957           |                                       |
| G. B. Adamov             | Taina celor două oceane              | Тайна двух океанов                                        | Dimitrie Manu, Ecaterina Dianu            | 1957           |                                       |
| Felix Aderca             | Amiralul oceanului Cristofor Columb  | —                                                         | —                                         | 1957           |                                       |
| Alexandre Dumas          | Contele de Monte Cristo              | Le Comte de Monte-Cristo                                  | Gellu Naum                                | 1957           | Vol. I - III                          |
| Arthur Conan Doyle       | O lume dispărută                     | The Lost World                                            | Otilia Cazimir, Rodica Nenciulescu        | 1958           |                                       |
| Theophile Gautier        | Căpitanul Fracasse                   | Le Capitaine Fracasse                                     |                                           | 1958           |                                       |
| Jules Verne              | De la Pămînt la Lună                 | De la Terre à la Lune                                     | Dorina Ghinea                             | 1958           |                                       |
| Jules Verne              | Copiii căpitanului Grant             | Les Enfants du capitaine Grant                            | Mihail Petroveanu                         | 1958           |                                       |
| Jules Verne              | Sfinxul ghețarilor                   | Le Sphinx des glaces                                      | Claudia Fischer, Vasile Chiriță           | 1958           |                                       |
| Henric Stahl             | Un român în Lună                     | —                                                         | —                                         | 1958           |                                       |
| Ivan Efremov             | Nebuloasa din Andromeda              | Туманность Андромеды                                      | Adrian Rogoz, Tatiana Berindei            | 1958           |                                       |
| Jack London              | Lup Larsen                           | The Sea-Wolf                                              | Dan Duțescu                               | 1958           | Ediție prescurtată                    |
| Mihai Tican Rumano       | Monștrii apelor                      | —                                                         | —                                         | 1958           |                                       |
| Mihail Sadoveanu         | Neamul Șoimăreștilor                 | —                                                         | —                                         | 1958           |                                       |
| Jules Verne              | Robur Cuceritorul                    | Robur le Conquérant                                       | Ovid Constantinescu                       | 1958           |                                       |
| I. M. Ștefan, Radu Nor   | Robinsoni pe planeta Oceanelor       | —                                                         | —                                         | 1958           |                                       |
| Méhes György             | Peștera albastră                     | Gyémántacél                                               | Kati și Mihnea Fuiorescu                  | 1958           |                                       |
| Anatoli Ribakov          | Pasărea de bronz                     | Бронзовий птах                                            | Constantin Gheorghiu, Ecaterina Bandrabur | 1958           |                                       |
| Walter Scott             | Talismanul                           | The Talisman                                              | Al. Ștefănescu-Medeleni, Al. Iacobescu    | 1958           |                                       |
| Constantin Chiriță       | Castelul fetei în alb                | —                                                         | —                                         | 1958           |                                       |
| Jules Verne              | O călătorie spre centrul Pămîntului  | Voyage au centre de la Terre                              | Dan Faur                                  | 1958           |                                       |
| Korda István             | Drumul cel mare                      |                                                           |                                           | 1958           |                                       |
| Jules Verne              | 20.000 de leghe sub mări             | Vingt mille lieues sous les mers                          | Lucia Donea Sadoveanu, Gellu Naum         | 1955           |                                       |
| Fenimore Cooper          | Ultimul mohican                      | The last of the Mohicans                                  | Mihnea Gheorghiu                          | 1956           |                                       |
| Stanisław Lem            | Norul lui Magellan                   | Obłok Magellana                                           | Nicolae Mihaileanu si Teofil Roll         | 1959           | [ 12 ] [ 13 ]                         |
| Victor Ion Popa          | Sfîrlează cu Fofează                 | ---                                                       | ---                                       | 1956           |                                       |
| Victor Kernbach          | Luntrea sublimă                      | ---                                                       | ---                                       | 1961           |                                       |
| Haralamb Zincă           | Atac la obiectivul 112               | ---                                                       | ---                                       | 1956           |                                       |
| Vilis Lațis              | Patria pierdută                      |                                                           | Ticu Archip si Igor Block                 | 1957           |                                       |
| Boris Polevoi            | Povestea unui om adevărat            |                                                           | Ion Pas si Natalia Stroe                  | 1959           |                                       |
| Theodor Constantin       | La miezul nopții va cădea o stea     | ---                                                       | ---                                       | 1959           |                                       |
| Nikolai Ostrovski        | Așa s-a călit oțelul                 |                                                           |                                           | 1959           |                                       |
| Mihail Sadoveanu         | Nicoară Potcoavă                     | ---                                                       | ---                                       | 1959           |                                       |
| J.F. Cooper              | Preria                               | The Prairie                                               |                                           | 1959           | Editie prescurtată                    |
| Vladimir Colin           | Întoarcerea pescărușului             | ---                                                       | ---                                       | 1959           |                                       |
| I. M. Ștefan și Radu Nor | Drum printre aștri                   | ---                                                       | ---                                       | 1959           | Ediția a III-a                        |
| Nicolai Toman            | În urmărirea fantomei                |                                                           | S. Tatus                                  | 1959           |                                       |
| Serghei Markov           | Corbul Iukonului                     |                                                           | Raisa Coman                               | 1959           |                                       |
| Robert Louis Stevenson   | Răpit de pirați                      | Kidnapped                                                 | Frida Papadache                           | 1960           |                                       |
| Sergiu Fărcășan          | O iubire din anul 41.042             |                                                           |                                           | 1960           |                                       |
| Ivan Efremov             | Nebuloasa din Andromeda              | Туманность Андромеды                                      | Adrian Rogoz, Tatiana Berindei            | 1960           |                                       |
| Dimos Rendis             | Zeii coboară din Olimp               |                                                           | Gheorghe Tomozei                          | 1961           |                                       |
| V.Kaverin                | Doi Căpitani                         |                                                           | Marcel Gafton, Lidia Zamfirescu           | 1961           | Ediția a IV-a                         |
| Nicolae Mărgeanu         | Fuga lui Valeriu                     | ---                                                       | ---                                       | 1962           |                                       |
| Gherman Matveev          | Scorpionul                           | Тарантул                                                  | Emil Serghie, N. Bocunescu                | 1962           | Editia a II-a                         |
| V. Ivanov - Leonov       | Generalul "Africa"                   |                                                           | E. Șișmanian                              | 1962           |                                       |
| A. F. Feodorov           | Obkomul ilegal în acțiune            |                                                           | Xenia Stroe și R. Hefter                  | 1962           |                                       |
| Ion Marin Sadoveanu      | Taurul mării                         |                                                           |                                           | 1962           |                                       |

### 1964-1990
| Autor(i)               | Titlu                                            | Titlu original           | Traducător(i)                       | Data apariției | Note / Ref. |
| ---------------------- | ------------------------------------------------ | ------------------------ | ----------------------------------- | -------------- | --- |
| Mihail Sadoveanu       | Neamul Șoimăreștilor                             | -                        | -                                   | 1964           | Cerc albastru. Editura Tineretului. Ediția a IV-a |
| Alexandre Dumas        | Contele de Monte Cristo                          | Le Comte de Monte-Cristo | Gellu Naum                          | 1964           | Cerc albastru. Editura Tineretului. 3 volume |
| Alexandre Dumas        | Doamna de Monsoreau                              | La Dame de Monsoreau     |                                     | 1965           | Cerc albastru. Editura Tineretului. 3 volume |
| Leonida Neamțu         | Frumusețea pietrei nevăzute                      |                          |                                     | 1965           | Cerc albastru. Editura Tineretului |
| Alexandre Dumas        | Regina Margot                                    | La Reine Margot          | Mircea Alexandrescu, Costache Popa  | 1965           | Cerc albastru. Editura Tineretului. ed. a II-a |
| Walter Scott           | Rob Roy                                          | Rob Roy                  | Petru Comărnescu                    | 1965           | Cerc albastru. Editura Tineretului. Ediția a III-a |
| Walter Scott           | Quentin Durward                                  | Quentin Durward          |                                     | 1965           | Cerc albastru. Editura Tineretului |
| Leonida Neamțu         | Aventură și contraaventură                       | -                        | -                                   | 1966           | Cerc roșu. Editura Tineretului |
| Tudor Popescu          | Brățara de cretă                                 |                          |                                     | 1966           | Cerc roșu. Editura Tineretului |
| Raffaello Giovagnoli   | Spartacus                                        | Spartaco                 | Dan Faur, Magda Rosu                | 1967           | Cerc albastru. Editura Tineretului. Ediția a VI-a în limba română |
| Constantin Chiriță     | Drum bun, cireșari!                              | -                        | -                                   | 1967           | Cerc albastru. Editura Tineretului |
| Geoffrey Trease        | Umbrele din Pădurea Sherwood                     |                          | Gavril G.B. Iordana                 | 1967           | Cerc albastru. Editura Tineretului |
| Michel Zevaco          | Pardaillan și Fausta                             |                          | Georgeta Horodinca                  | 1967           | Cerc albastru. Editura Tineretului |
| Radu Tudoran           | Toate pînzele sus!                               | -                        | -                                   | 1967           | Cerc roșu. Editura Tineretului. Ediția a V-a |
| Walter Scott           | Ivanhoe                                          | Ivanhoe                  |                                     | 1968           | Cerc albastru. Editura Tineretului |
| H. Rider Haggard       | Fiica lui Montezuma                              | Montezuma's Daughter     | Constantin Vonghizas                | 1968           | Cerc albastru. Editura Tineretului |
| Eugen Boureanul        | Vijelia                                          | -                        | -                                   | 1969           | Cerc roșu. Editura Tineretului |
| Mihail Sadoveanu       | Frații Jderi                                     | -                        | -                                   | 1969           | Cerc albastru. Editura Tineretului. 3 volume. Ediția a VI-a |
| Paul Tămaș             | Umbra lui Zamolxe                                | -                        | -                                   | 1969           | Cerc roșu. Editura Tineretului |
| A.K. Tolstoi           | Cneazul Serebreanii                              |                          | Vladimir Cogan                      | 1969           | Cerc albastru. Editura Tineretului |
| Theophile Gautier      | Căpitanul Fracasse                               | Le Capitaine Fracasse    | Gellu Naum                          | 1969           | Cerc albastru. Editura Tineretului |
| James Fenimore Cooper  | Călăuza                                          | The Pathfinder           | Constantin Streia, Mihai Atănăsescu | 1969           | Cerc albastru. Editura Tineretului |
| Korda Istvan           | Mlaștinile se apără                              |                          |                                     | 1969           | Cerc roșu. Editura Tineretului |
| Fernando Alegria       | Lautaro                                          |                          |                                     | 1970           | Cerc roșu. Editura Albatros. |
| Remus Luca             | Drum de soartă și răzbunare                      |                          |                                     | 1970           | Cerc roșu. Editura Albatros. |
| Mayne Reid             | Călărețul fără cap                               |                          |                                     | 1971           | Cerc albastru. Editura Albatros |
| Slavomir Nastasijevic  | Hannibal Ante Portas                             |                          | Victoria Frincu                     | 1971           | Cerc roșu. Editura Albatros. |
| Vasile Manuceanu       | Capcana                                          |                          |                                     | 1971           | Cerc roșu. Editura Albatros. |
| Eugène Le Roy          | Jacquou                                          | Jacquou le Croquant      |                                     | 1973           | Cerc albastru. Editura Albatros |
| Herman Melville        | Redburn                                          |                          |                                     | 1973           | Cerc roșu. Editura Albatros |
| Ovidiu Zotta           | Operațiunea Hercule                              |                          |                                     | 1973           | Cerc albastru. Editura Albatros |
| Vladimir Hanga         | Alexandru cel Mare                               | -                        | -                                   | 1974           | Cerc gri/galben. Editura Albatros |
| Friedrich Gerstäcker   | Pirații de pe Mississippi                        |                          |                                     | 1975           | Cerc verde. Editura Tineretului |
| Wilhelm Hauff          | Lichtenstein                                     |                          |                                     | 1975           | Cerc albastru. Editura Tineretului |
| N. Frânculescu         | Colții șacalului                                 | -                        | -                                   | 1975           | Cerc roșu. Editura Albatros. |
| Walter Scott           | Guy Mannering                                    | Guy Mannering            | Petre Grigore Anastasis             | 1976           | Cerc albastru. Editura Albatros |
| ***                    | Goana după aur (în relatarea martorilor oculari) | N/A                      | Alfred Neagu                        | 1977           | Cerc verde. Editura Albatros. Conține: Pe drumul Californiei (From Vermont to California) de William L. Manly, La pomul lăudat de Edward Gould Buffum, Dezamăgiri în El Dorado de William L. Manly, Un târnăcop, o lopată și o groază de schelete de Alonzo Delano, Banda șerifului Plummer de Thomas Josiah Dimsdale |
| Robert Louis Stevenson | Saint-Ives sau aventurile unui prizonier francez |                          |                                     | 1978           | Cerc albastru. Editura Albatros |
| Alexandre Dumas        | Vicontele de Bragelonne                          |                          |                                     | 1978           | Cerc albastru. Editura Tineretului. 4 volume |
| Constantin Chiriță     | Roata norocului                                  |                          |                                     | 1978           | Cerc roșu. Editura Albatros |
| Marin Ioniță           | Un șlep în derivă                                | -                        | -                                   | 1978           | Cerc roșu. Editura Albatros |
| Karl May               | Comoara din Lacul de Argint                      | Der Schatz im Silbersee  | Mariana Șora                        | 1978           | Cerc albastru. Editura Albatros |
| Radu Theodoru          | Strămoșii                                        | -                        | -                                   | 1979           | Cerc roșu. Editura Albatros |
| Mihai Baiu             | Neclintiții                                      | -                        | -                                   | 1980           | Cerc albastru. Editura Albatros |
| Vasile Mănuceanu       | Gorganul                                         | -                        | -                                   | 1980           | Cerc albastru. Editura Albatros |
| Niculae Frânculescu    | La sud de Rio Bravo                              | -                        | -                                   | 1980           | Cerc roșu. Editura Albatros |
| Jack London            | Revolta de pe Elsinore                           |                          |                                     | 1981           | Cerc roșu. Editura Albatros |
| Mircea Duduleanu       | Acvila și capul de lup                           | -                        | -                                   | 1983           | Cerc roșu. Editura Albatros |
| Radu Selejan           | Roata fără sfîrșit                               | -                        | -                                   | 1984           | Cerc albastru. Editura Albatros |
| Ioana Petrescu         | Marco Polo messer Milione                        |                          |                                     | 1984           | Cerc galben. Editura Albatros |
| Mihail Joldea          | Calea robilor. Cumpăna vulturilor                | -                        | -                                   | 1985           | Cerc albastru. Editura Albatros |